# Johannes Lawecki
Johannes Lawecki (* 31. Oktober 1931) ist ein ehemaliger deutscher Fußballtorwart. Für die Betriebssportgemeinschaft (BSG) Aktivist Brieske-Ost spielte er von 1950 bis 1953 in der DDR-Oberliga, der höchsten Liga im DDR-Fußball.

## Sportliche Laufbahn
Nachdem bei der Briesker BSG der bisherige Stammtorwart Werner Schwarick nach der Oberliga-Hinrunde der Saison 1950/51 ausgeschieden war, übernahm sein bisheriger Vertreter Johannes Lawecki dessen Aufgabe. Er war bereits zuvor in einem Oberligaspiel der Hinrunde für ihn eingesprungen und wurde nun in allen 17 Spielen der Rückrunde eingesetzt. 
Im Juni 1951 stand Lawecki als Torwart der Landesauswahl Brandenburg im Halbfinale um den Länderpokal, das die Brandenburger gegen die favorisierte Auswahl Sachsens mit 0:2 verloren. 
Seine Zuverlässigkeit bewies Lawecki auch in der folgenden Spielzeit 1951/52 mit seinem Einsatz in den gesamten 36 Spielen der Oberliga. 1952/53, in der über 32 Spiele laufenden Saison musste Lawecki gegen Ende der Rückrunde sechsmal aussetzen. Nachdem Lawecki bis dahin für Aktivist Brieske-Ost 78 Oberligaspiele absolviert hatte, verließ er die Mannschaft im Sommer 1953 und ging in die Bundesrepublik. Er kehrte jedoch 1957 zurück und schloss sich als Freizeitfußballer der viertklassigen BSG Aktivist in Spremberg an. 